# Solva (Wales)

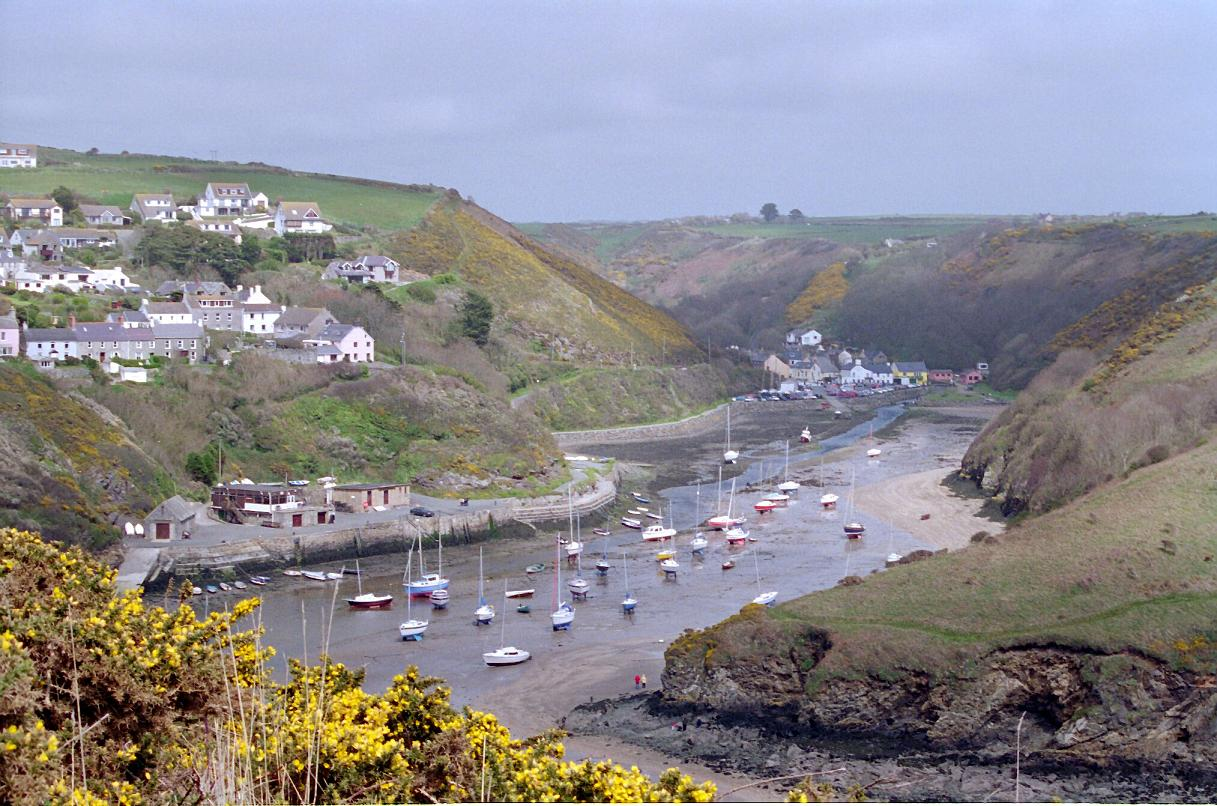
Der Hafen von Solva

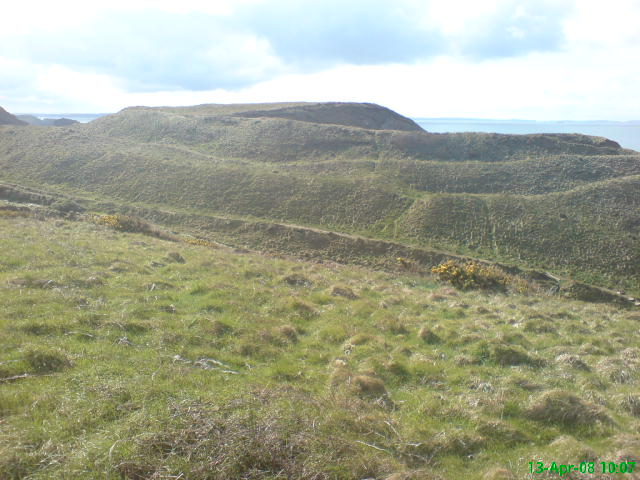
Promontory Fort Porth y Rhaw

Solva (walisisch Solfach) ist ein Ort auf der Nordseite der St Brides Bay in Pembrokeshire in Süd-Wales.
Solva liegt am tief eingegrabenen Mündungstrichter des River Solva. Der Ortsteil Lower Solva besteht hauptsächlich aus einer langen Straße, die an dem kleinen Hafen endet. Entwicklungen in neuerer Zeit betreffen vornehmlich den Ortsteil Upper Solva oberhalb des Hafens auf der Westseite des Taleinschnittes.

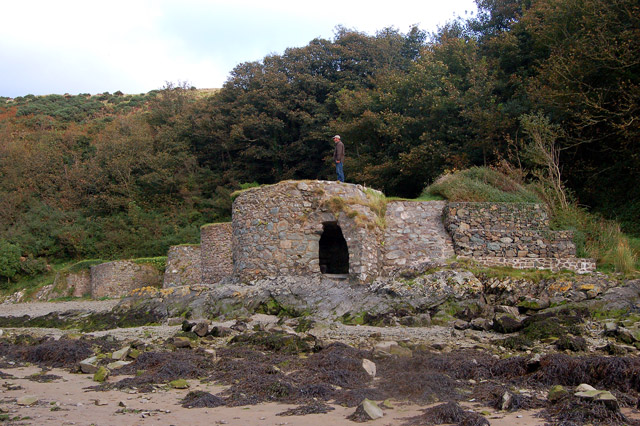
Kalkbrennöfen

Das Promontory Fort Porth y Rhaw liegt bei Solva. Im Mittelalter war Solva an der St Brides Bay das Haupthandelszentrum. Eine andere wichtige Erwerbsquelle war das Kalkbrennen. Im Hafengebiet sind aus dieser Zeit noch einige Kalköfen erhalten.
Im neunzehnten Jahrhundert gab es in Solva ungefähr 30 eingetragene Handelsschiffe. Mit der Zeit wurde der Seehandel jedoch durch den Tourismus ersetzt; der Hafen ist jetzt ein populäres Bootsfahrt-Zentrum. Die lokale Steilküste ist bei Wanderern beliebt, und die erdgeschichtlich zum Kambrium gehörenden Küstenformationen sind sowohl für Amateur- als auch für Profi-Geologen interessant.

## Tradition
Jedes Jahr am Ostermontag veranstaltet Solva ein Wohltätigkeits-Enten-Rennen. Bewohner und Touristen haben dabei Gelegenheit, sich für ungefähr 1 £ einen Zwanzigstel-Anteil an einer Ente zu sichern. Die Enten werden dann an der Middle Mill freigelassen und schwimmen mit der Strömung den Solva River hinunter bis zum Hafen. Gewonnen hat die Ente, die als erste unter der Fußgängerbrücke in Lower Solva durchschwimmt.

## Bekannte Personen
David Gray, sehr erfolgreicher Musiker, verbrachte den größten Teil seiner Kindheit in Solva.